# 奥列格·洛西克
奥列格·亚历山德罗维奇·洛西克（俄语：Олег Александрович Лосик，1915年12月4日—2012年8月20日），苏联军事领导人，苏联英雄（1944年）。装甲兵元帅（1975年）。1969年至1987年担任马利诺夫斯基装甲兵学院院长。

## 早年
1915年冬生于俄罗斯帝国斯摩棱斯克省亞爾采沃（现俄罗斯联邦斯摩棱斯克州亞爾采沃）。他的父母原为维尔纳省一所乡村学校的教师，第一次世界大战爆发后，撤至斯摩棱斯克省。十月革命后不久，奥列格的父亲参加红军，1919年在内战期间不幸阵亡，当时奥列格年仅4岁，后随母亲生活，经常搬家。1931年毕业于斯拉維揚斯克中学。1933年入机械厂车间工作，任共青团支部书记。
1935年加入苏联红军，进入萨拉托夫坦克学校，接受T-26和BT坦克训练。1938年10月后，历任列宁格勒军区独立轻型坦克第11旅训练排排长、副连长。1939年10月，任独立轻型坦克第35旅第112营副参谋长，参加苏芬战争，获红星勋章1枚。1940年9月，任某坦克训练连连长。1941年1月，任独立轻型坦克第35旅司令部作战科副科长。同年4月，任基辅特别军区坦克第43师司令部作战科副科长。同年加入联共（布）。

## 战时
1941年6月苏德战争爆发后赴前线，先后在西南方面军、斯大林格勒方面军、顿河方面军、西部方面军和白俄罗斯第三方面军作战。
1941年9月，任西南方面军坦克第10旅司令部助理侦察参谋。1942年4月，任副侦察参谋。1942年8月转至斯大林格勒方面军，任旅参谋长。在乌克兰的杜布诺、卢茨克和布罗迪与敌军展开大规模坦克会战。同时参加基辅和蘇梅-哈尔科夫保卫战以及斯大林格勒战役。
1942年12月转至顿河方面军，任副旅长。因战役损失，坦克第10旅在坦波夫进行修整改组。1943年3月，任独立坦克第119团团长。参加斯摩棱斯克戰役，同年8月解放葉利尼亞（叶利尼亚-多罗戈布日战役）。同年12月，任近卫坦克第4旅旅长，参加白俄罗斯战役。1944年6月，转至白俄罗斯第三方面军。1944年7月2日率领近卫坦克第4旅攻破敌军在戈罗季谢的防线，3日凌晨3时成功攻入并解放明斯克。1944年7月4日获苏联英雄荣誉称号。随后率旅成功强渡別列津納河和尼曼河，与其他兵团共同解放考那斯。突破了敌在东普鲁士的坚固防御。1944年下半年至1945年初，参加贡宾嫩-戈乌达普和東普魯士的军事进攻行动。
1945年2月，任白俄罗斯第三方面军近卫装甲第2旅旅长。1945年3月进入红军装甲坦克和机械化兵军事学院学习，1945年5月转入伏罗希洛夫高等军事学院，同年12月毕业。

## 战后
1946年5月，任列宁格勒军区近卫坦克第2师参谋长。1947年9月，任苏军驻德集群近卫坦克第12师参谋长。1948年12月进入伏罗希洛夫高等军事学院深造。1951年毕业后，任苏军北方集群近卫机械化步兵第26师师长（驻波兰）。1954年5月，任白俄罗斯军区机械化第7集团军装甲坦克兵副主任。同年8月，任敖德萨军区近卫步兵第24军军长。
1956年11月至1958年5月，在伏罗希洛夫高等军事学院作战系任教。1958年6月，任北部军区合成第6集团军司令。1964年6月，任远东军区第一副司令，1967年5月升任司令。
1960年代末的中苏交恶时期，洛西克指挥苏军在远东海岸进行实战演习，1969年3月参与珍宝岛武装冲突。
1969年5月，调任马利诺夫斯基装甲兵学院院长，1972年晋升教授，1975年4月29日晋升装甲兵元帅。在他的领导下，该学院成立指挥与控制系，并将计算机以及其他新型技术应用至作战训练。他力所能及的帮助学员和干部消除理论与实践之间的鸿沟。
1987年1月转入苏联国防部总监察组，任监察员兼军事顾问。1992年5月退役。
2012年8月20日逝世，葬于特罗耶库罗夫公墓。

## 荣誉
获列宁勋章2枚，红旗勋章4枚，3级苏沃洛夫勋章1枚，红星勋章2枚，一级卫国战争勋章2枚，二级在苏联武装力量中为祖国服务勋章1枚，奖章多枚。
1987年获明斯克市荣誉市民和斯拉維揚斯克市荣誉市民称号。

## 军衔

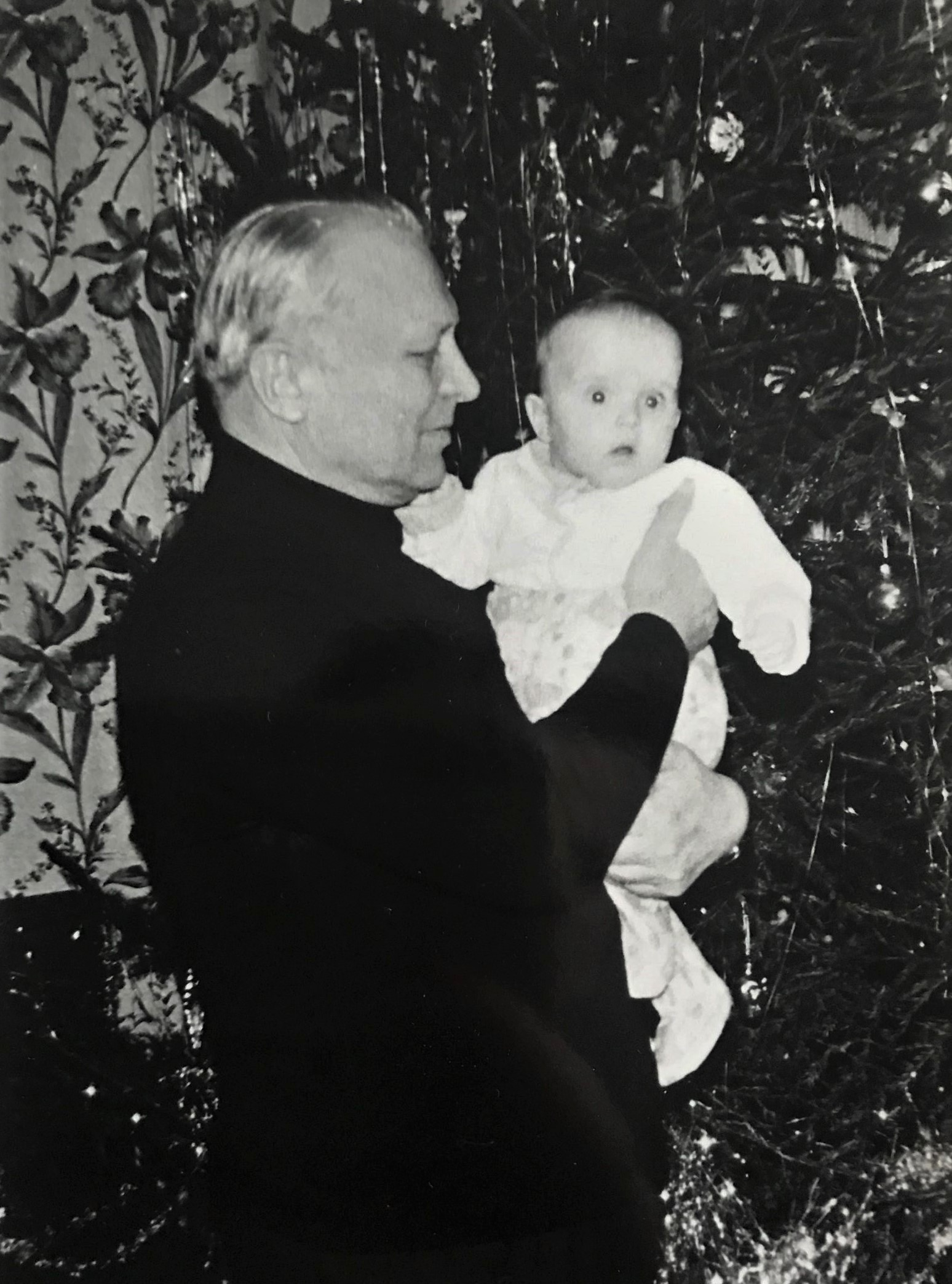
奥列格·洛西克与孙女伊琳娜（1981年）

- 装甲兵少将（1953年8月3日）
- 装甲兵中将（1959年5月25日）
- 上将（1967年2月23日）
- 装甲兵元帅（1975年4月29日）

## 家庭
妻子：加林娜·达维多夫娜·洛西克（1917年6月26日－1993年1月21日），育有2儿（尤里、亚历山大）1女（塔季扬娜）。